# Chu Mô
Chu Mô (chữ Hán: 朱模; 1 tháng 9 năm 1380 – 11 tháng 6 năm 1431), được biết đến với tước hiệu Trầm Giản vương (瀋簡王), là hoàng tử của Minh Thái Tổ Chu Nguyên Chương, hoàng đế đầu tiên của nhà Minh.

## Cuộc đời
Chu Mô sinh năm Hồng Vũ thứ 13 (1380), là hoàng tử thứ 21 của Minh Thái Tổ, mẹ là Triệu Quý phi (趙貴妃), không rõ lai lịch.
Tháng 4 năm Hồng Vũ thứ 24 (1391), Chu Mô được phong làm Trầm vương (瀋王). Ban đầu, thái ấp của ông ở Thẩm Dương (nay là thành phố Thẩm Dương, tỉnh Liêu Ninh). Vĩnh Lạc năm thứ 6 (1408), ông được dời đến Lộ Châu (nay thuộc Trường Trị, Sơn Tây).
Tháng 10 năm Vĩnh Lạc thứ 9 (1411), Trầm vương Chu Mô đến Nam Kinh yết kiến vua anh, được thết đãi yến tiệc, tháng sau quay về Lộ Châu. Tháng giêng năm thứ 15 (1417), Chu Mô một lần nữa đến Nam Kinh để gặp Thành Tổ, và quay trở lại Lộ Châu trong cùng tháng.
Năm Tuyên Đức thứ 6 (1431), Trầm vương Chu Mô qua đời, thọ 52 tuổi, được ban thụy là Giản (簡).

## Gia quyến

### Thê thiếp
- Trầm Vương phi Trương thị (张氏), con gái của Chỉ huy Trương Văn Kiệt.
- Nhị phi Chương thị (章氏), năm Cảnh Thái thứ 2 (1451) tặng làm Phu nhân,[4] năm thứ 6 (1455) tấn tặng Thứ phi.[5]
- Nhiều thứ thiếp khác.

### Hậu duệ

#### Con trai
1. Chu Cát Đôn (朱佶焞; 1407 – 1457), mẹ là Nhị phi Chương thị, sơ phong Vũ Hương Quận vương (武鄉郡王), tập tước Trầm Khang vương (瀋康王).
2. Chu Cát Khuể (朱佶煃), tước phong Lăng Xuyên Quận vương (陵川郡王), thụy Khang Túc (康肅).
3. Chu Cát Vị (朱佶煟), tước phong Bình Dao Quận vương (平遙郡王), thụy Hi Tĩnh (僖靖).
4. Chu Cát Duật (朱佶煃), tước phong Lê Thành Quận vương (黎城郡王), thụy Chiêu Hi (昭僖).
5. Chu Cát Yết (朱佶焆), tước phong Tắc Sơn Quận vương (稷山郡王), thụy Điệu Tĩnh (悼靖).
6. Chu Cát Uân (朱佶熅), tước phong Thấm Thủy Quận vương (陵川郡王), thụy Điệu Hoài (悼懷).
7. Chu Cát Đông (朱佶炵), chết yểu.
8. Chu Cát Phụ (朱佶㷆), tước phong Thấm Nguyên Quận vương (陵川郡王), thụy Cung Định (恭定).

#### Con gái
- Hỗn Nguyên Quận chúa (浑源郡主), lấy Trương Nhu.
- Dực Thành Quận chúa (翼城郡主), lấy Viên Thông.
- Hà Tân Quận chúa (河津郡主), lấy Điền Kiệt.
- Giới Hưu Quận chúa (介休郡主), lấy Chu Cảo.

## Trầm vương thế hệ biểu
| Tước hiệu                 | Họ tên                    | Quan hệ                          | Tại vị      | Ghi chú |
| ------------------------- | ------------------------- | -------------------------------- | ----------- | --- |
| Trầm Giản vương (瀋簡王)  | Chu Mô (朱模)             | Hoàng tử thứ 21 của Minh Thái Tổ | 1391 – 1431 | Năm Hồng Vũ thứ 24 (1391) phong Vương, năm Tuyên Đức thứ 6 (1431) qua đời, thọ 52 tuổi.                                             |
| Trầm Khang vương (瀋康王) | Chu Cát Đôn (朱佶焞)      | Con trai trưởng của Chu Mô       | 1432 – 1457 | Năm Tuyên Đức thứ 7 (1432) tập phong, qua đời năm Thiên Thuận thứ nhất (1457), thọ 51 tuổi.                                         |
| Trầm Trang vương (瀋莊王) | Chu Ấu Học (朱幼㙾)       | Con trai thứ hai của Cát Đôn     | 1459 – 1516 | Năm Thiên Thuận thứ 3 (1481) tập phong, năm Chính Đức thứ 11 (1516) qua đời, thọ 86 tuổi.                                           |
| Trầm Cung vương (瀋恭王)  | Chu Thuyên Chinh (朱詮鉦) | Con trai trưởng của Ấu Học       | 1518 – 1527 | Năm Chính Đức thứ 13 (1518) tập phong, năm Gia Tĩnh thứ 6 (1527) qua đời, thọ 59 tuổi.                                              |
| Trầm Tĩnh vương (瀋靖王)  | Chu Huân Trang (朱勛𣴣)   | Con trai trưởng của Thuyên Chinh | Truy phong  | Qua đời năm Gia Tĩnh thứ 4 (1525), hưởng dương 34 tuổi.                                                                             |
| Trầm Hoài vương (瀋懷王)  | Chu Dận Khi (朱胤榿)      | Con trai thứ hai của Huân Trang  | Truy phong  | Qua đời năm Gia Tĩnh thứ 9 (1530) khi còn trẻ, không rõ bao nhiêu tuổi, không con nối dõi.                                          |
| Trầm An vương (瀋靖王)    | Chu Thuyên Hòa (朱詮鉌)   | Con trai thứ hai của Ấu Học      | Truy phong  | Qua đời năm Chính Đức thứ 4 (1509), không rõ bao nhiêu tuổi.                                                                        |
| Trầm Huệ vương (瀋惠王)   | Chu Huân Trí (朱勛潪)     | Con trai trưởng của Thuyên Hòa   | Truy phong  | Qua đời năm Gia Tĩnh thứ 3 (1524), không rõ bao nhiêu tuổi.                                                                         |
| Trầm Hiến vương (瀋憲王)  | Chu Dận Di (朱胤栘)       | Con trai trưởng của Huân Trí     | 1531 – 1549 | Năm Gia Tĩnh thứ 10 (1531) tập phong sau khi dòng trưởng không có người nối dõi, qua đời năm thứ 28 (1549), thọ 49 tuổi.            |
| Trầm Tuyên vương (瀋宣王) | Chu Điềm Giao (朱恬烄)    | Con trai thứ hai của Dận Di      | 1552 – 1582 | Năm Gia Tĩnh thứ 31 (1552) tập phong, qua đời năm Vạn Lịch thứ 10 (1582), không rõ bao nhiêu tuổi.                                  |
| Trầm Định vương (瀋定王)  | Chu Trình Nghiêu (朱珵堯) | Con trai trưởng của Điềm Giao    | 1584 – 1633 | Năm Vạn Lịch thứ 12 (1584) tập phong, qua đời năm Sùng Trinh thứ 6 (1633), không rõ bao nhiêu tuổi.                                 |
| Trầm Dụ vương (瀋裕王)    | Chu Hiệu Dung (朱效鏞)    | Con trai trưởng của Trình Nghiêu | 1636 – 1639 | Năm Sùng Trinh thứ 9 (1636) tập phong, qua đời năm thứ 12 (1639), không rõ bao nhiêu tuổi.                                          |
| Trầm vương (瀋王)         | Chu Quýnh Hồng (朱迥洪)   | Con trai trưởng của Dận Di       | 1639 – 1644 | Năm Sùng Trinh thứ 12 tập phong, khi Lý Tự Thành chiếm được Trường Trị năm thứ 17 (1644) thì bị bắt giết, chấm dứt dòng Trầm vương. |